# ليونارد موسلي
ليونارد موسلي (بالإنجليزية: Leonard Mosley)‏ (11 فبراير 1913، مانشستر في المملكة المتحدة - 1 يونيو 1992، نيس في فرنسا)؛ صحفي، مؤرخ وروائي بريطاني.

## روابط خارجية
- ليونارد موسلي على موقع IMDb (الإنجليزية)
- ليونارد موسلي على موقع ألو سيني (الفرنسية)
- ليونارد موسلي على موقع أول موفي (الإنجليزية)
- ليونارد موسلي على موقع قاعدة بيانات الفيلم (الإنجليزية)
- ليونارد موسلي على موقع كينوبويسك (الروسية)